# Realware - La materia infinita
Realware - La materia infinita (Realware) è un romanzo di fantascienza del 2000  di Rudy Rucker, seguito di Freeware - La nuova carne e quarto e ultimo capitolo del ciclo del ware.

## Trama
2054. Yoke, figlia di Darla Starr e Whitey Mydol (Freeware - La nuova carne), vive da artista libera insieme ad un gruppo di amici, fra i quali ci sono le figlie dell'ex senatore Stahn Mooney e Onar Anders, innamorato perso di Yoke. Quest'ultimo, per conquistare la ragazza, organizza una vacanza nell'isola di Tonga, vacanza che però nasconde un segreto.
Infatti nelle profondità marine adiacenti all'isola, vivono nascosti sei entità aliene, entrate nel corpo di moldie grazie al virus "Stairway to Heaven", creato da Willy Taze. Queste entità vogliono comunicare con un terrestre, ed hanno scelto Yoke. I metamarziani le donano un alla, un realware che le consente di modificare la realtà.
Ma anche i metamarziani nascondono un segreto: in realtà, infatti, vogliono portare la Terra nella quarta dimensione, cambiandone la realtà. Lo scopre Phil Gottner, mentre investiga sulla strana scomparsa del padre.
Sarà proprio Phil Gottner ad intraprendere un incredibile viaggio nella quarta dimensione per cercare di scongiurare questo pericolo per la Terra.

## Riferimenti ad altre opere
La quarta dimensione del romanzo si rifà palesemente al romanzo di Alice nel Paese delle Meraviglie di Lewis Carroll.

## Edizioni
- Rudy Rucker, Realware, 2000.
- Rudy Rucker, Realware - La materia infinita, traduzione di Daniele Brolli e Margherita Galetti, collana Urania n° 1497, Arnoldo Mondadori Editore, 2005,  p. 346.